# Flipboard
Flipboard est un agrégateur d'actualités et une société d'agrégation de réseaux sociaux basée à Palo Alto, en Californie, avec des bureaux à New York, Vancouver et Pékin. Son logiciel, également connu sous le nom de Flipboard, a été lancé pour la première fois en juillet 2010. Il agrège le contenu des médias sociaux, des flux d'actualités, des sites de partage de photos et d'autres sites Web, le présente sous forme de magazine et permet aux utilisateurs de «feuilleter» les articles, les images et des vidéos partagées. Les lecteurs peuvent également enregistrer des histoires dans des magazines Flipboard. En mars 2016, la société affirme qu'il y a eu 28 millions de magazines créés par les utilisateurs sur Flipboard. Le service est accessible via un navigateur Web, ou par l'application Flipboard pour Microsoft Windows et macOS, et via des applications mobiles pour iOS et Android. Le logiciel client est disponible gratuitement et est disponible en 21 langues.

## Histoire

Logo de Flipboard utilisé jusqu'en 2018.

Flipboard a été initialement lancé exclusivement pour iPad en 2010 par un ancien de Microsoft, Mike McCue et par Evan Doll. Les versions iPhone et iPod Touch ont été lancées dix-sept mois plus tard en décembre 2011. L’application aurait été inventée à l’occasion d’une séance de brainstorming où les deux cofondateurs auraient essayé d’imaginer à quoi le web ressemblerait aujourd’hui s’il était conçu à partir de zéro
Le 5 mai 2012, Flipboard est disponible pour les smartphone Android, à commencer par le Samsung Galaxy S III. Le 30 mai 2012, une version bêta de Flipboard pour Android a été publiée sur son site Web. La version stable finale du Flipboard pour Android est sortie le 22 juin 2012 sur Google Play. La version Windows 8 de l'application Flipboard a également été présentée lors de la Microsoft 2013 Build Conference et sur le blog Flipboard avec une vidéo, bien qu'aucune date de sortie n'ait été mentionnée,. Le 22 octobre 2014, Flipboard pour Windows 8 a été déployé sur les appareils Windows Phone à partir du Nokia Lumia 2520.
En mars 2014, Flipboard achète Zite, une application de lecture de style magazine, du réseau de télévision CNN. Le filtrage de contenu, le moteur de sujets et le Système de recommandation de Zite ont été intégrés à Flipboard à partir de cette acquisition,. Zite ferme le 7 décembre 2015.
En février 2015, Flipboard devient disponible sur le Web. Jusque-là, Flipboard était une application mobile, uniquement disponible sur les tablettes tactiles et les smartphones. Le client Web fournit des liens vers des pages Web sur les navigateurs de bureau, mais il manque certaines fonctionnalités du logiciel client.
La société a levé plus de 200 millions de dollars de financement auprès d'investisseurs, dont Kleiner Perkins, Index Ventures, Rizvi Traverse Management et Insight Partners, et 50 millions de dollars supplémentaires de JPMorgan Chase en juillet 2015.
En février 2017, Flipboard met à jour ses applications mobiles pour iOS et Android vers la version 4.0, ce qui apporte une refonte complète de l'application et met en place de nouvelles fonctionnalités telles que des magazines intelligents, qui permettent aux utilisateurs de regrouper différentes choses comme diverses sources d'information, personnes, et les hashtags,.
Le 29 mai 2019, Flipboard révèle une faille de sécurité qui a affecté un nombre indéterminé d'utilisateurs entre le 2 juin 2018 et le 23 mars 2019, et du 21 avril 2019 au 22 avril 2019, où les bases de données clients comprenant des informations, telles que des mots de passe hachés et des jetons d'accès pour des services tiers, étaient accessibles à un tiers non autorisé. Tous les mots de passe et jetons d'authentification pour les services tiers sont en cours de réinitialisation, bien que Flipboard ait noté que presque tous les mots de passe hackés étaient hachés à l'aide de l'algorithme fort bcrypt (à l'exception de certains utilisant l'algorithme SHA-1 non sécurisé et obsolète, remplacé par le service en 2012), et qu'il n'y avait aucune preuve que l'accès aux jetons ait été abusé.

## Réception
La critique de l'application a été principalement positive, Techpad la qualifiant d'application phare pour iPad. Time Magazine l'a nommée l'une des 50 meilleures inventions de 2010. La société Apple a évalué Flipboard de manière positive et a nommé l'application « l'application iPad de l'année » en 2010. Lorsqu'une nouvelle mise à jour du logiciel a ajouté plus de fonctionnalités telles que la prise en charge de Google Reader, un agrégateur basé sur le Web et du contenu provenant d'un plus grand nombre d'éditeurs, l'application a reçu un avis favorable du Houston Chronicle.

## Censure
Le 15 mai 2011, Flipboard a été bloqué par le Grand Firewall de Chine. McCue a déclaré sur son compte Twitter : "La Chine a maintenant officiellement bloqué Flipboard."
La société a ensuite publié sa première édition localisée pour la Chine. À partir de février 2015, la société a commencé à autocensurer les utilisateurs utilisant l'application en provenance de Chine. Le guide de contenu pour la Chine n'inclut plus Twitter et Facebook. Les abonnements existants pour Twitter ou Facebook sont également automatiquement supprimés.

## Interface utilisateur
L'interface utilisateur de l'application est conçue pour une navigation intuitive dans le contenu. Une fois les flux mis en place, la première page vue à l'ouverture de l'application est une liste des contenus souscrits. Les versions iPhone et Android ont une section "Cover Stories" sur la première page qui rassemble uniquement les éléments les plus récents et les plus importants de tous les abonnements. Ceci est destiné à être lu lorsque l'utilisateur ne dispose que d'une courte période de temps pour lire.